# ستيفن موسى
ستيفن موسى (بالإنجليزية: Stephen Moses)‏ هو طبال أمريكي، ولد في 29 نوفمبر 1954 في كوينز في الولايات المتحدة.

## وصلات خارجية
- ستيفن موسى على موقع ميوزك برينز (الإنجليزية)
- ستيفن موسى على موقع أول ميوزيك (الإنجليزية)
- ستيفن موسى على موقع ديسكوغز (الإنجليزية)